# Platycosmoecus beaumonti
Platycosmoecus beaumonti är en nattsländeart som först beskrevs av Schmid 1958.  Platycosmoecus beaumonti ingår i släktet Platycosmoecus och familjen husmasknattsländor. Inga underarter finns listade i Catalogue of Life.